# Кристијан Ромеро
Кристијан Габријел Ромеро (шп. Cristian Gabriel Romero; Кордоба, 27. април 1998) је аргентински фудбалер који тренутно наступа за Тотенхем хотспур. Игра на позицији одбрамбеног играча.

## Успеси
Аталанта
- Куп Италије: финале: 2020/21.[6]

Тотенхем хотспур
- УЕФА Лига Европе (1) : 2024/25.[7]

Аргентина
- Светско првенство (1) :  2022.[8]
- Копа Америка (2) :  2021,[9] 2024.
- Куп шампиона КОНМЕБОЛ—УЕФА (1) :  2022.[10]

Појединачни
- Најбољи одбрамбени играч Серије А: 2020/21.[11]
- Идеални тим Копа Америке: 2021.[12]
- ИФФХС идеални тим Јужне Америке: 2021.[13]